# Mariela Garriga
Mariela Garriga (La Habana, 1989) es una actriz cubana. Desde que se mudó a Milán en 2009, ha participado en numerosas producciones italianas y estadounidenses. Es conocida por interpretar a Marie en Misión: Imposible – Dead Reckoning Parte Uno y está lista para repetir el papel en Misión: Imposible – The Final Reckoning.

## Biografía
Garriga nació en La Habana, Cuba, en 1989. Comenzó a trabajar en teatro y televisión cuando era adolescente. En 2009, se trasladó a Italia y estudió en el Michael Rodgers Acting Studio en Milán. Estudió en la ciudad de Nueva York en el Terry Schreiber Studio, así como en The Actors Studio. Las producciones italianas que protagonizó Garriga incluyen Gli Uomini d'Oro dirigida por Vincent Alfieri, así como la comedia Chi m'ha visto dirigida por Alessandro Pondi. Tuvo un papel recurrente en la serie de televisión italiana I delitti del Barlume, dirigida por Roan Johnson. Garriga apareció regularmente en The Last Defectors en 2017 y 2018.
En 2018, Garriga protagonizó la película Bloodline de Blumhouse Productions. Ese mismo año, apareció en la antología de terror Nightmare Cinema.
Sus créditos televisivos incluyen un papel recurrente en NCIS: Los Ángeles, así como en Law & Order: Special Victims Unit y NCIS. Tuvo un papel interpretando a Facio en la serie biográfica Bosé para Paramount+.
Garriga debutó en la franquicia Misión: Imposible en la séptima entrega, Misión imposible: Sentencia mortal - Parte 1 (2023). Repetirá el papel de Marie en Misión imposible: Sentencia final (2025).

## Filmografía

### Películas
| Año  | Título                                       | Rol                     | Notas         |
| ---- | -------------------------------------------- | ----------------------- | ------------- |
| 2011 | Wedding in Paris                             | French Burlesque Dancer | [ 12 ]        |
| 2013 | Colpi di fortuna                             | The Astronaut           | [ 13 ]        |
| 2014 | Amici come noi                               | Laura                   | [ 14 ]        |
| 2015 | Credence                                     | Ms. Fate                |               |
| 2016 | Romane Simon: Life of Gia the Movie          | Jessica                 |               |
| 2016 | Miami Beach                                  | Carmen                  |               |
| 2017 | Chi m'ha visto                               | Sally                   |               |
| 2018 | Nightmare Cinema                             | Sister Patricia         |               |
| 2018 | Bloodline                                    | Lauren Cole             |               |
| 2018 | Sombra City                                  | Ariadne                 |               |
| 2019 | Gli uomini d'oro                             | Gina                    |               |
| 2023 | Misión imposible: Sentencia mortal - Parte 1 | Marie                   |               |
| 2024 | Close to Me                                  | Amanda                  | Posproducción |
| 2025 | Zeta                                         |                         | En filmación  |
| 2025 | Mission: Impossible – The Final Reckoning    | Marie                   | Posproducción |
| 2025 | The Osha Rule                                | Belén                   | Posproducción |

### Televisión
| Año         | Título                            | Rol             | Notas                        |
| ----------- | --------------------------------- | --------------- | ---------------------------- |
| 2013        | Horror Vacui                      | Anna            | 8 episodios                  |
| 2015        | The Young Montalbano              | Annarosa        | Episodio: "Un'albicocca"     |
| 2016        | Inspector Coliandro               | Remedios        | Episodio: "Salsa e merengue" |
| 2017        | Law & Order: Special Victims Unit | Elana Marks     | Episodio: "Gone Fishin'"     |
| 2017 - 2018 | The Last Defectors                |                 | Television series            |
| 2018 - 2019 | I delitti del BarLume             | Carmen          | 2 episodios                  |
| 2020        | L'Alligatore                      | Victoria        | 2 episodios                  |
| 2017 - 2020 | NCIS: Los Angeles                 | Pietra Rey      | 2 episodios                  |
| 2021        | Luis Miguel: la serie             | Daisy Fuentes   | Episodio: "Entrégate"        |
| 2022        | NCIS                              | Maria Díaz      | Episodio: "Last Dance"       |
| 2023        | Bosé                              | Giannina Facio  | Episodio: "Bravo Ragazzi"    |
| 2025        | Cuando nadie nos ve               | Magaly Castillo | [ 19 ]                       |